# هلا وولیوکی
هلا وولیوکی (فنلاندی: Hella Wuolijoki؛ ۲۲ ژوئیه ۱۸۸۶  – ۲ فوریهٔ ۱۹۵۴) پدیدآور اهل فنلاند زاده استونی بود. وی چندین کتاب تحت نام مستعار مردانه یوهانی ترواپا نوشته است.